# Сульфат (селище)
Сульфат (рос. Сульфат) — селище залізничної станції Селенгинського району, Бурятії Росії. Входить до складу Сільського поселення Загустайське.
Населення —  18 осіб (2015 рік). 